# Windsberg (Pirmasens)
Windsberg ist ein Stadtteil und ein Ortsbezirk von Pirmasens.

## Lage
Windsberg liegt im Nordwesten der kreisfreien Stadt Pirmasens am Übergang des Pfälzerwaldes in das Zweibrücker Hügelland. Nordwestlich des Siedlungsgebiets verläuft in Ost-West-Richtung der Blümelsbach, der in diesem Bereich die Gemarkungsgrenze zwischen Pirmasens und Nünschweiler bildet. Gegenüber von Windsberg mündet der Kohlbach in diesen, der sich jedoch vollständig auf Gemarkung von Nünschweiler befindet. Zu Windsberg gehören zusätzlich die Wohnplätze Langenbergerhof, Rothmühle und Trifterhof.

## Geschichte
Zwischen Gersbach und Windsberg wurden im Jahr 1830 auf dem Emmersberg keltische Bauwerke entdeckt, die dem Gott Vosegus (auch Vosagus) geweiht waren.
Ähnlich wie der Nachbarort Winzeln wurde Windsberg erstmals im 15. Jahrhundert urkundlich erwähnt, damals noch unter dem Namen „Wulmersberg“. Bis Ende des 18. Jahrhunderts gehörte der Ort zum Herzogtum Pfalz-Zweibrücken. Von 1798 bis 1814, als die Pfalz Teil der Französischen Republik (bis 1804) und anschließend Teil des Napoleonischen Kaiserreichs war, war Windsberg in den Kanton Pirmasens eingegliedert. Während dieser Zeit war der Ort Sitz einer Mairie, zu der zusätzlich Hengsberg gehörte. 1815 hatte der Ort 328 Einwohner. Ab 1816 gehörte Windsberg zu Bayern. Von 1818 bis 1862 gehörte Ort – weiterhin als Bestandteils des nun zu Bayern gehörenden Kantons Landau – zum Landkommissariat Pirmasens, das anschließend in ein Bezirksamt umgewandelt wurde.
In der NS-Zeit wurden in und um die Gemeinde 96 Bunker und 20 Stollen als Teil des Westwalls errichtet, weshalb der Ort während des Zweiten Weltkriegs mehreren Bombardierungen ausgesetzt war. Ab 1938 war der Ort Bestandteil des Landkreises Pirmasens. Nach dem Krieg wurde Hengsberg innerhalb der französischen Besatzungszone Teil des damals neu gebildeten Landes Rheinland-Pfalz. Im Zuge der ersten rheinland-pfälzischen Verwaltungsreform wurde der Ort am 22. April 1972 in die kreisfreie Stadt Pirmasens eingemeindet, innerhalb derer er seither einen Ortsbezirk bildet.

## Politik

### Ortsbeirat
Für den Stadtteil Windsberg wurde ein Ortsbezirk gebildet. Dem Ortsbeirat gehören sieben Beiratsmitglieder an, den Vorsitz im Ortsbeirat führt die direkt gewählte Ortsvorsteherin.
Wie bei den vorangegangenen Wahlen hat die CDU auch 2024 wieder eine absolute Mehrheit im Rat erreicht. Für weitere Informationen zum Ortsbeirat siehe die Ergebnisse der Kommunalwahlen in Pirmasens.

### Ortsvorsteher
Die Ortsvorsteherin von Windsberg ist seit 2009 Stefanie Eyrisch (CDU), die bis zu ihrer Heirat im Jahr 2019 Stefanie Phillips hieß. Sie wurde bei der Direktwahl am 26. Mai 2019 mit einem Stimmenanteil von 78,77 % wiedergewählt. Bei der Direktwahl am 9. Juni 2024 setzte sie sich mit 68,8 % gegen eine Mitbewerberin durch und wurde damit für weitere fünf Jahre in ihrem Amt bestätigt.

## Infrastruktur
Im Einzugsgebiet des Ortes westlich von seinem Siedlungsgebiet befand sich einst die Windsburg, deren genauer Standort jedoch bislang nicht lokalisiert wurde. Ab 1958 erfolgte die Wasserversorgung für die Dauer mehrerer Jahrzehnte vom Fehrbacher Wasserturm aus. Der Ort ist über die von der Stadtwerke Pirmasens Verkehrs GmbH betriebene Buslinie 203 des Verkehrsverbundes Rhein-Neckar, die ihn mit Gersbach, Winzeln sowie dem Pirmasenser Exerzierplatz verbindet, an den Nahverkehr angeschlossen. Nordwestlich von Windsberg verläuft die Bundesautobahn 8, die kurze Zeit später in die nördliche Richtung zur Bundesautobahn 62 wird. Mit einem Grabstein und dem Glockenturm existieren vor Ort zwei Objekte, die unter Denkmalschutz stehen.